# Норман Роберт Поґсон
| 42 Ісіда    | 23 травня 1856    |
| 43 Аріадна  | 15 квітня 1857    |
| 46 Гестія   | 16 серпня 1857    |
| 67 Асія     | 17 квітня 1861    |
| 80 Сапфо    | 2 травня 1864     |
| 87 Сільвія  | 16 травня 1866    |
| 107 Камілла | 17 листопада 1868 |
| 245 Віра    | 6 лютого 1885     |

Норман Роберт Поґсон (англ. Norman Robert Pogson; 23 березня 1829, Ноттінгем — 23 червня 1891) — англійський астроном, який більшу частину кар'єри працював в Індії у Мадраській обсерваторії. Найбільш відомий введенням сучасного визначення зоряних величин, відомого тепер як формула Поґсона. Досліджуючи введені давньогрецьким астрономом Гіппархом зоряні величини, Поґсон помітив, що зорі першої величини приблизно в сто разів яскравіші за зорі шостої величини. Тому він прийняв за визначенням, що різниця зоряних величин на 1 відповідає різниці світлових потоків від зір у {\displaystyle {\sqrt[{5}]{100}}\approx 2,512} разів (цей множник іноді називають коефіцієнтом Поґсона). Також Поґсон відкрив 8 астероїдів, понад 100 змінних зір, досліджував комети, спостерігав в Індії сонячні затемнення, за результатами своїх спостережень у Мадрасі створив зоряний каталог.

## Біографія
Норман Поґсон народився в Ноттінгемі. Він був сином Джорджа Оуена Поґсона, виробника панчішних виробів, торговця мереживом і комісіонера, «з достатнім доходом, щоб утримувати велику сім'ю», і його дружини Мері Енн. Батько планував, що Норман продовжить його справу. Відповідно, він почав отримувати комерційну освіту, але захопився наукою. Мати Поґсона підтримувала й заохочувала зацікавленість сина. Його початкова освіта була переважно неформальною. Він залишив школу в 16 років, збираючись викладати математику. У віці 18 років він за допомогою Джона Рассела Гайнда з Королівського астрономічного товариства обчислив орбіти двох комет. З 1846 року він вивчав астрономію в обсерваторії Джорджа Бішопа в Саут-Вілла-Ріджентс-Парку. Він цікавився кометами і вивчав Іриду, нещодавно відкриту малу планету. У 1852 році його прийняли асистентом в Редкліффську обсерваторію.
У 1851 році він працював асистентом в обсерваторії Саут-Вілла, а в 1852 переїхав до обсерваторії Редкліфф в Оксфорді. За відкриття малої планети Ісіда він отримав медаль Лаланда. Оксфордський період Поґсона був присвячений вивченню змінних зір та іншим рутинним дослідженням. У 1854 році він допоміг Джорджу Ері провести експеримент з визначення густини Землі.
Найпомітнішим науковим результатом Поґсона було зауваження, що в системі зоряних величин, введеній грецьким астрономом Гіппархом, зорі першої величини приблизно в сто разів яскравіші за зорі шостої величини. Пропозиція Поґсона 1856 року полягала в тому, щоб прийняти це за визначення, таким чином постановивши, що зоря першої величини в 1001/5 або приблизно в 2,512 разів яскравіша за зорю другої величини, зоря другої величини у стільки ж разів яскравіша за зорю третьої величини і т.д. Цей корінь п'ятого степеня зі 100 відомий як коефіцієнт Поґсона. Таке визначення приводить до знаменитої формули Погсона для зоряних величин:
m1 - m2 = -2,5 log10(L1/L2),
де m — зоряна величина, а L — світність зір 1 і 2.
У 1859 році Поґсона призначили директором Гартвельської обсерваторії, що належала Джону Лі. З 1859 по 1860 рік він опублікував близько чотирнадцяти статей у Monthly Notices of the Royal Astronomical Society, переважно про змінні зорі та малі планети. У жовтні 1860 року сер Чарльз Вуд}} призначив його урядовим астрономом в Мадрасі.

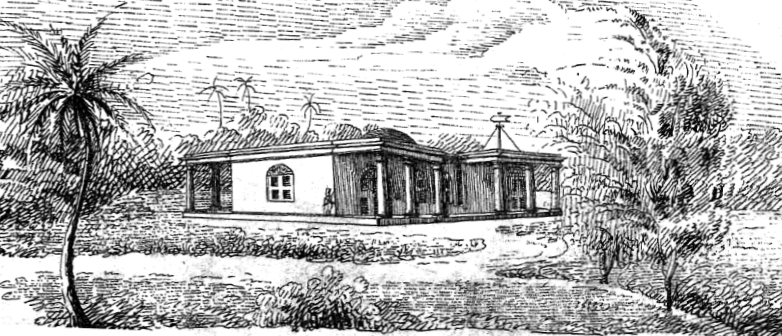
Мадраська обсерваторія, близько 1838

Поґсон досяг Індії в 1861 році й розгорнув активні спостереження в Мадрасській обсерваторії. Вже 1861 року він відкрив малу планету 67 Асія, а протягом наступних семи років він відкрив ще п'ять малих планет і сім змінних зір. Він продовжив роботу над Мадраським каталогом Тейлора («Загальний каталог зірок Тейлора за спостереженнями, проведеними в Мадраській обсерваторії протягом 1831-1842 років») з 11015 зір, який був опублікований у 1835 році на основі роботи, розпочатої в 1831 році Т. Г. Тейлором. Поґсон продовжив роботу над цим каталогом, додавши 51101 спостереження (до 1887 року), а після його смерті в 1891 році каталог був переглянутий Артуром Даунінгом і опублікований у 1901 році. Протягом всього свого життя Поґсон виявив 106 змінних зір та 7 можливих наднових. Він також здійснив спеціальні експедиції, спостерігаючи повне сонячне затемнення 18 серпня 1868 року в Масуліпатнамі та проводячи спектрометричні дослідження. Він спостерігав і прокоментував спектральну лінію, пов'язану з гелієм, яка тоді ще не була відкрита.

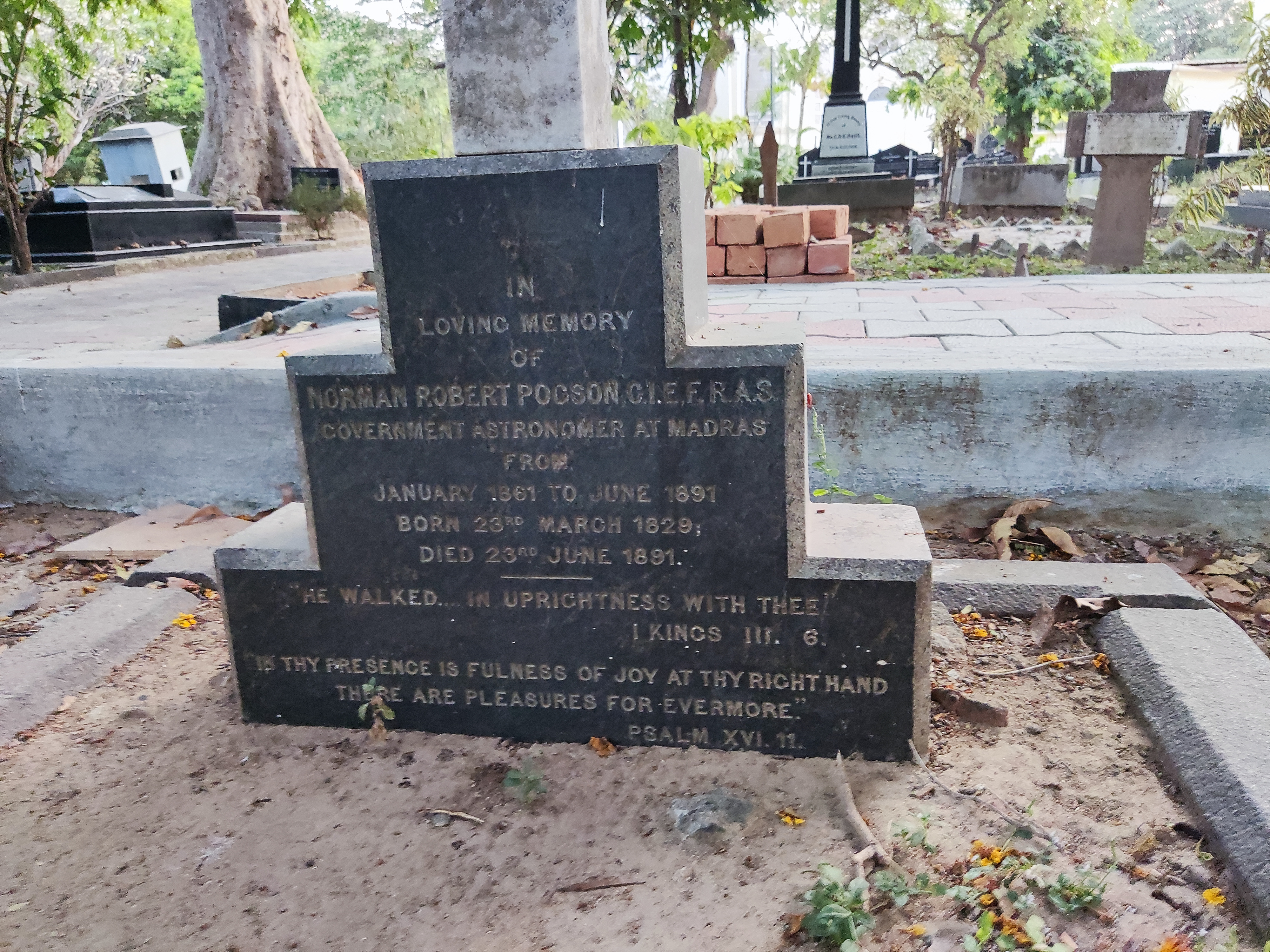
Могила Поґсона

З часом зростало напруження у стосунках Поґсона з його англійськими колегами і з індійською бюрократією. Джордж Ері, який колись захоплювався Поґсоном, став відхиляти його заявки на урядове фінансування й на повернення до Англії. Зі свого боку, Поґсон уперто відмовлявся підтримувати огляд південного неба.
Поґсон прослужив у Мадрасі 30 років, не беручи відпустки протягом всього цього періоду. Його здоров'я погіршилося, і він помер у червні 1891 року. Його поховали у Мадрасі в соборі Святого Георгія.

## Сім'я

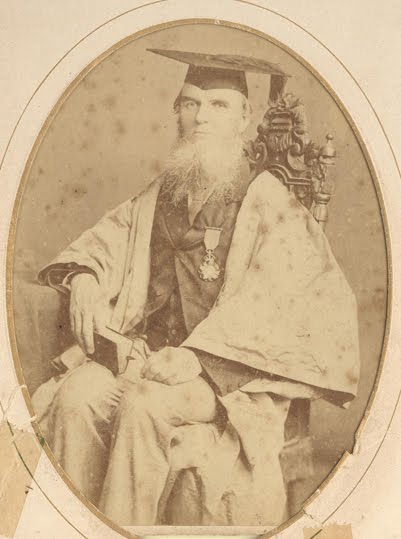
Поґсон в академічному вбранні

Поґсон одружився в Лондоні в 1849 році з Елізабет Джейн Емброуз, від якої він мав 11 дітей. Вона померла 5 листопада 1869 року. 25 жовтня 1883 року він одружився в Мадрасі з 33-літньою Едіт Луїзою Стопфорд Сіблі, донькою Чарльза Сіблі з 64-го полку та вдовою, від якої він мав ще трьох дітей. Після смерті Поґсона Едіт переїхала у Вімблдон, де й померла 31 грудня 1946 року.
Дочка Поґсона Елізабет Айзіс Поґсон (нар. 1852) працювала його асистенткою в обсерваторії в Мадрасі з 1873 по 1881 рік. Потім вона була метеорологом-спостерігачем у Мадрасі. У 1886 році її вперше висунули в кандидати Королівського астрономічного товариства, але обрали в товариство лише в 1920 році. Вважається, що астероїд 42 Ісіда названий на честь Айзіс Поґсон.

## Відзнаки
- Медаль Лаланда Паризької академії наук[1] (1856)
- Орден Індійської імперії (1878)[19]

## Пам'ять
На честь Поґсона названі:
- Астероїд 1830 Поґсон
- Кратер Поґсон[en] на Місяці